# Edward James Ford
Edward James Ford (ur. 13 maja 1952 w Bostonie - zm. 19 sierpnia 2024) – amerykański biskup starokatolicki, Zwierzchnik Kościoła Starokatolickiego Ameryki Północnej.

## Życiorys
Absolwent Christopher Columbus Central Catholic High School; ukończył studia teologiczne w Seminarium św. Franciszka w Nowym Jorku. Od 1970 r. jest tercjarzem franciszkańskim. W roku 1972 przeszedł do Kościoła Starokatolickiego i trzy lata później, 24 maja 1975 r., otrzymał święcenia diakonatu. 22 października 1977 r. otrzymał święcenia prezbiteratu z rąk biskupa Jamesa Edwarda Burnsa, ówczesnego Zwierzchnika Kościoła Starokatolickiego Ameryki Północnej. 30 maja 1978 r. po otrzymaniu dyspensy Synodu, Edward Ford został konsekrowany na biskupa przez arcybiskupa Jamesa Edwarda Burnsa i otrzymał tytuł biskupa tytularnego Amidy, a wkrótce potem został mianowany ordynariuszem diecezji Nowej Anglii. Taki rozwój wydarzeń spowodowany był szybko postępującą chorobą arcybiskupa Burnsa, który cierpiąc wskutek wyniszczających skutki cukrzycy, nie był w stanie sprawować aktywnej posługi biskupiej.

## Działalność kościelna
Arcybiskup Ford był konsultantem zmian Kodeksu Prawa Kanonicznego oraz członkiem Komitetu ds. Ubezpieczeń i Emerytur Duchownych. Wieloletni sędzia Sądu Kościelnego Kościoła Starokatolickiego Ameryki Północnej. Odegrał kluczową rolę w reorganizacji programu studiów teologicznych dla Seminarium Św. Franciszka. Współtwórca Katechizmu Kościoła Starokatolickiego Ameryki Północnej: „Nasza katolicka wiara i praktyka”.
Pierwszy raz na urząd Zwierzchnika został wybrany w 1991 r.; po upływie kadencji na tym stanowisku zastąpił go biskup Edmund F. Leeman, przyjmując tytuł siódmego Arcybiskupa-Zwierzchnika.
16 czerwca 2007 r. ponownie wybrany na urząd Zwierzchnika Kościoła Starokatolickiego Ameryki Północnej.
Zmarł po długiej i ciężkiej chorobie 19 sierpnia 2024 r.

## Sukcesja apostolska
Zgodnie z nauczaniem Kościoła Starokatolickiego Ameryki Północnej, biskupem może zostać jedynie duchowny który zostanie wybrany przez Synod Ogólnokrajowy. Kościół Starokatolicki Ameryki Północnej jest historycznym spadkobiercą sukcesji pochodzącej z arcybiskupstwa Utrechtu:
- Gerard Gul (konsekrowany 11 maja 1892)
- Arnold Harris Mathew (konsekrowany 28 kwietnia 1908)
- Rudolph de Landas Berghes (konsekrowany 29 czerwca 1912)
- Carmel Henry Carfora (konsekrowany 4 października 1916)
- Hubert Augustus Rogers (konsekrowany 30 lipca 1942)
- James Edward Burns (konsekrowany 21 stycznia 1967)
- Edward James Ford (konsekrowany 30 maja 1978)

## Twórczość (w wyborze)
- La Sainte Sacrifice de la Messe[6]
- Installation of Vestry or Parish Council[7]
- The Rule of the Third Order Secular of Saint Francis[8]
- The Old Roman Catholic Church[9]
- The Celebration of the Transitus[10]
- The Rule of the Third Order Regular of Our Holy Father Saint Francis[11]
- What Is Apostolic Succession?[12]
- Historical and Doctrinal Sketch of the Old Roman Catholic Church